# Palesha Goverdhan
Palesha Goverdhan (népalais : पलेशा गोवर्धन), née le 25 juillet 2003 à Katmandou, est une para-taekwondoïste népalaise concourant en K44.
En 2024, en remportant le bronze aux Jeux de Paris, elle devient la première médaillée paralympique de l'histoire de son pays.

## Carrière
Née sans main gauche, elle débute l'école un an après ses camarades. En cinquième année, elle commence les arts martiaux avant que son entraîneur Umesh Saud lui suggère de faire du para-taekwondo. Elle fait ses études à l'université Tongji à Shanghai.
À l'âge de 13 ans, elle participe à sa première compétition internationale avec l'Open asiatique à Chuncheon mais perd dès son premier match. Malgré cette défaite, elle décide de se relancer dans la compétition et participe aux Mondiaux 2017 à Londres où elle remporte son premier match avant d'être battue en quart de finale. L'année suivante, elle remporte le bronze aux Championnats asiatiques.
Elle sert en tant que porte-drapeau du Népal lors de la cérémonie d'ouverture des Jeux paralympiques d'été de 2020. Lors de ces Jeux, elle est battue en quart de finale, manquant la médaille pour quelques centièmes.
En 2024, elle remporte le tournoi qualificatif asiatique en battant l'Iranienne Leila Mirzae et devient la première athlète népalaise à se qualifier pour les Jeux. Lors des Jeux paralympiques d'été de 2024, elle entre dans l'histoire en remportant la première médaille de l'histoire de son pays en remportant la médaille de bronze en -57 kg.